# Ricochet (Nitty Gritty Dirt Band)
| Recensione    | Giudizio |
| ------------- | -------- |
| AllMusic      |          |
| 24.000 dischi |          |

Ricochet è il secondo album del gruppo musicale statunitense The Nitty Gritty Dirt Band, pubblicato dalla Liberty Records nell'agosto del 1967.
L'album raccolse consensi da parte della critica musicale ma commercialmente ebbe scarse vendite.

## Tracce

### LP
(1967, Liberty Records, LRP 3516/LST 7516)
Lato A
1. Shadow Dream Song – 2:33 (Jackson Browne)
2. Ooh Po Pe Do Girl – 3:00 (Jeff Hanna)
3. Coney Island Washboard – 2:08 (testo: Ned Nester, Claude Shugart – musica: Hampton Durand, Jerry Adams)
4. Put a Bar in My Car – 1:50 (Mac Davis, Dallas Smith)
5. It's Raining Here in Long Beach – 2:14 (Jackson Browne)
6. I'll Search the Sky – 2:15 (David Hanna)

Durata totale: 14:00
Lato B
1. Truly Right – 2:40 (Michael Brewer, Tom Shipley)
2. Tide of Love – 2:27 (Greg Copeland, Steve Noonan)
3. Happy Fat Annie – 2:00 (Bruce Kunkel)
4. I'll Never Forget What's Her Name – 2:30 (Harvey Gerst, Michael Kollander)
5. Call Again – 2:25 (Bruce Kunkel)
6. The Teddy Bear's Picnic – 2:15 (testo: Jimmy Kennedy – musica: John W. Bratton)

Durata totale: 14:17

## Formazione

### Gruppo
- Jeff "Spanky Duff" Hanna – ? (non accreditati strumenti suonati nell'album)
- Jimmy "Starch Harpo" Fadden – ? (non accreditati strumenti suonati nell'album)
- Ralph "Raucous" Barr – ? (non accreditati strumenti suonati nell'album)
- Les "Totally" Thompson – ? (non accreditati strumenti suonati nell'album)
- Bruce "Spider Bones" Kunkel – ? (non accreditati strumenti suonati nell'album)
- John "King O' Banjo" McEuen – ? (non accreditati strumenti suonati nell'album)

### Produzione
- Dallas Smith – produzione, arrangiamenti
- David Gates – arrangiamenti (A6, B1, B2 e B5)
- Al Capps – arrangiamenti (A1)
- Armin Steiner – ingegnere delle registrazioni
- Woody Woodward – grafica copertina album originale
- John Stewart – foto copertina album originale
- Sue Cameron – note retrocopertina album originale[8]